# سازمان حج و زیارت
سازمان حج و زیارت سازمان دولتی وابسته به وزارت فرهنگ و ارشاد اسلامی است، که مسئولیت اجرا و نظارت بر حج تمتع و عمره مفرده در عربستان سعودی در شهرهای مکه و مدینه، همچنین عتبات عالیات عراق و نیز سفر زیارتی به سوریه را برعهده دارد.
سیاست‌گذاری، نظارت، هدایت و اداره امور حج و زیارت عتبات عالیات در خارج از کشور و برقراری ارتباط با کشورهای اسلامی و مجامع بین‌المللی اسلامی در امر حج و زیارت، اهداف این سازمان هستند. شورای‌عالی حج و زیارت، نمایندگی ولی فقیه در امور حج و زیارت، رئیس سازمان حج و زیارت و حسابرسان ارکان این سازمان را تشکیل می‌دهند. رئیس کنونی سازمان حج و زیارت از ۱۲ آبان‌ ۱۴۰۳ علیرضا بیات است.

## پیشینه
تا سال ۱۳۵۱ امور حج و زیارت ایران توسط بخشی از وزارت کشور انجام می‌شد. در این سال با تصویب هیئت وزیران وقت، کلیهٔ امور مربوط به حج به سازمان اوقاف (زیرنظر نخست‌وزیری) واگذار شد.
در سال ۱۳۵۸ با تصویب شورای انقلاب، اداره کل حج و زیارت وابسته به سازمان اوقاف به «سازمان حج و زیارت» تبدیل و بدین ترتیب سازمان ذیل وزارت ارشاد تشکیل شد.
با تصویب مجلس شورای اسلامی در سال ۱۳۶۳، سازمان حج و زیارت و سازمان اوقاف ادغام شدند و «سازمان حج و اوقاف و امور خیریه» تشکیل شد.
در سال ۱۳۷۰ با آغاز سفر زائران پس از وقفه‌ای سه ساله، با تصویب شورای‌عالی اداری، حج و اوقاف دگربار از هم تفکیک شدند و سازمان مستقل «حج و زیارت» تحت نظر وزارت فرهنگ و ارشاد اسلامی تشکیل شد.
شورای‌عالی اداری در ۱۲۷مین جلسه خود در ۲۴ خرداد ۱۳۸۴ با تثبیت وضعیت موجود، سازمان حج و زیارت را سازمانی دولتی، مستقل و وابسته به وزارت فرهنگ و ارشاد اسلامی دانست که بر پایه سیاست‌های مصوب نظام، اندیشه‌های امام خمینی و رهنمودهای مقام  معظم رهبری و رئیس‌جمهوری اداره می‌شود و رئیس آن با هماهنگی نماینده ولی فقیه در امور حج و زیارت توسط وزیر فرهنگ و ارشاد اسلامی معین می‌شود.
محمدرضا توسلی محلاتی، سید محمد موسوی خوئینی‌ها، مهدی کروبی، محمد محمدی ری‌شهری، سید علی قاضی عسکر و سید عبدالفتاح نواب نمایندگان ولی فقیه و سرپرست حجاج در این سازمان پس از انقلاب بوده‌اند.

## رؤسای سازمان
رئیس این سازمان از سال ۱۳۶۳ تا ۱۳۷۰ قبل از تفکیک از سازمان اوقاف و از سال ۱۳۷۰ تا ۱۳۸۲ بعد از مستقل شدن سازمان حج و زیارت به مدت ۱۹ سال با محمدحسین رضایی بود و از سال ۱۳۸۲ تا ۱۳۸۵ سید احمد زرهانی، از سال ۱۳۸۵ تا ۱۳۸۸ مصطفی خاکسار قهرودی، از سال ۱۳۸۸ تا ۱۳۹۱ علی لیالی، از سال ۱۳۹۱ تا ۱۳۹۲ سید احمد موسوی، از سال ۱۳۹۲ تا ۱۳۹۵ سعید اوحدی، از سال ۱۳۹۵ تا ۱۳۹۷ حمید محمدی، از سال ۱۳۹۷ تا ۱۴۰۰ علیرضا رشیدیان، از سال‌ ۱۴۰۰ تا ۱۴۰۱ سید صادق حسینی و از سال‌ ۱۴۰۱ تا ۱۴۰۳ سید عباس حسینی رؤسای این سازمان بوده‌اند.
سازمان حج و اوقاف و امور خیریه
- محمدحسین رضایی (۱۳۶۳ تا آبان ۱۳۷۰)

سازمان حج و زیارت
- محمدحسین رضایی (آبان ۱۳۷۰ تا تیر ۱۳۸۲)
- سید احمد زرهانی (تیر ۱۳۸۲ تا ۷ شهریور ۱۳۸۵)
- مصطفی خاکسار قهرودی (۷ شهریور ۱۳۸۵ تا ۱۲ دی ۱۳۸۸)
- علی لیالی (۱۲ دی ۱۳۸۸ تا ۳ خرداد ۱۳۹۱)
- سید احمد موسوی (۳ خرداد ۱۳۹۱ تا ۴ شهریور ۱۳۹۲)
- سعید اوحدی (۴ شهریور ۱۳۹۲ تا ۴ دی ۱۳۹۵)
- حمید محمدی (۴ دی ۱۳۹۵ تا ۱۳ آذر ۱۳۹۷)
- علیرضا رشیدیان (۱۳ آذر ۱۳۹۷ تا ۱۹ بهمن ۱۴۰۰)
- سید صادق حسینی[۱۱] (۱۹ بهمن ۱۴۰۰ تا ۳۰ بهمن ۱۴۰۱)
- سید عباس حسینی (۱ اسفند ۱۴۰۱ تا ۱۲ آبان ۱۴۰۳)
- علیرضا بیات (۱۲ آبان ۱۴۰۳ تاکنون)

## فعالیت‌ها

### عتبات عالیات عراق
سازمان حج و زیارت در سال ۲۰۱۲ میلادی، با ذکر آمار گردشگران و زائران ایرانی اعلام کرد که هر ساله بیش از یک میلیون و دویست هزار ایرانی، از طریق مرز زمینی و هوایی به کشور عراق اعزام می‌شوند.

### حج و عمره
هر ساله ۱۰ ها هزار نفر زائر به مدیریت سازمان حج و زیارت از ایران به حج و عمره میروند.

## تعلیق عمره
پس از دستور وزیر فرهنگ و ارشاد اسلامی مبنی بر لزوم توقف پروازهای حج عمره به مقصد عربستان تا زمانی که این کشور تکلیف دو مأمور خاطی خود را روشن کند پروازهای ایرانی از تهران و دیگر شهرهای کشور به مقصد عربستان از تاریخ ۲۵ فروردین ۱۳۹۴ متوقف شد.

در ۱۹ فروردین ۱۴۰۲ در پی دیدار وزیر امور خارجه ایران و وزیر خارجه عربستان سعودی مقرر شد تا سفر عمره دوباره از سرگیری شود.

## انتقال
در سال ۱۳۸۸ توسط شورای عالی اداری معاونت برنامه‌ریزی و نظارت راهبردی ریاست‌جمهوری ایران پیشنهاد شد که این سازمان زیرمجموعۀ سازمان میراث فرهنگی و گردشگری (که در سال ۱۳۹۸ تبدیل به وزارت میراث فرهنگی و گردشگری شد) درآید اما این طرح با مخالفت جدی نمایندگان روحانی مجلس و محمدی ری‌شهری که در آن هنگام نمایندۀ ولی‌فقیه در سازمان حج و زیارت بود مواجه گشت و منتفی شد.